# Smögenkväll
Smögenkväll var ett underhållningsprogram som sändes i Sveriges Television under augusti 1983. Fredrik Belfrage och My Persson var programledare.

## Bakgrund
Tanken var från början att programmet skulle ha sänds från Gerlesborg, men av programtekniska skäl, så föll istället valet på Smögen.
Programmet sändes måndag, onsdag och fredag under två veckor i augusti. På måndag och onsdagssändningarna var My Persson biträdande programledare med inriktning mot ett samhällsmagasin med Bohuslän i centrum. På fredagssändningarna var Fredrik Belfrage ensam programledare och då blev det artistkvällar med fokus på musik och nöje.

## Avsnitt
|   | Datum           | Gäster                                                                                       |
| - | --------------- | -------------------------------------------------------------------------------------------- |
| 1 | 15 augusti 1983 | Kent Andersson, Kjell Kraghe, Carin Kjellman och Eva Bartholdsson                            |
| 2 | 17 augusti 1983 | Olle Adolphson, Sten-Åke Cederhök, Sven Tjuslings trio                                       |
| 3 | 19 augusti 1983 | Elisabeth Andreasson, Jeja Sundström, Svante Thuresson och gruppen MacLeans                  |
| 4 | 22 augusti 1983 | Hasse Andersson, Öbarna, Ulf Wakenius, Peter Almqvist och Björn Wagnsson                     |
| 5 | 24 augusti 1983 | Hans Cavalli-Björkman, Visor i Väst samt originaluppsättningen av Tre Profiler               |
| 6 | 26 augusti 1983 | Lasse Berghagen, Lena Dahlman, Björn Afzelius, Lena Ericsson, Grethe Kausland och Benny Borg |